# Heiner Protzmann
Heiner Protzmann (* 15. Juni 1935 in Leipzig) ist ein deutscher Klassischer Archäologe.
Protzmann wurde 1966 an der Universität Greifswald promoviert. Er war langjähriger Mitarbeiter der Skulpturensammlung der Staatlichen Kunstsammlungen Dresden, zuletzt als deren Direktor.
Heiner Protzmann ist korrespondierendes Mitglied des Deutschen Archäologischen Instituts.

## Schriften (Auswahl)
- Die protogeometrischen Gräber Griechenlands. Archäologische Berichte zur geschichtlichen Deutung der früheisenzeitlichen. Kultur Südosteuropas. Greifswald 1966 (Dissertation, maschinenschr.).
- Prismatische Splitter. Ausgewählte Beiträge zur Rezeption von Gestalt – Bild – Wort ; Bibliographie seiner Veröffentlichungen und Manuskripte. Hrsg. von Bernd Meyer-Rähnitz, Dresden 2008, IDN 990051552.

| Personendaten    | Personendaten                    |
| ---------------- | -------------------------------- |
| NAME             | Protzmann, Heiner                |
| KURZBESCHREIBUNG | deutscher Klassischer Archäologe |
| GEBURTSDATUM     | 15. Juni 1935                    |
| GEBURTSORT       | Leipzig                          |